# 若葉町 (調布市)

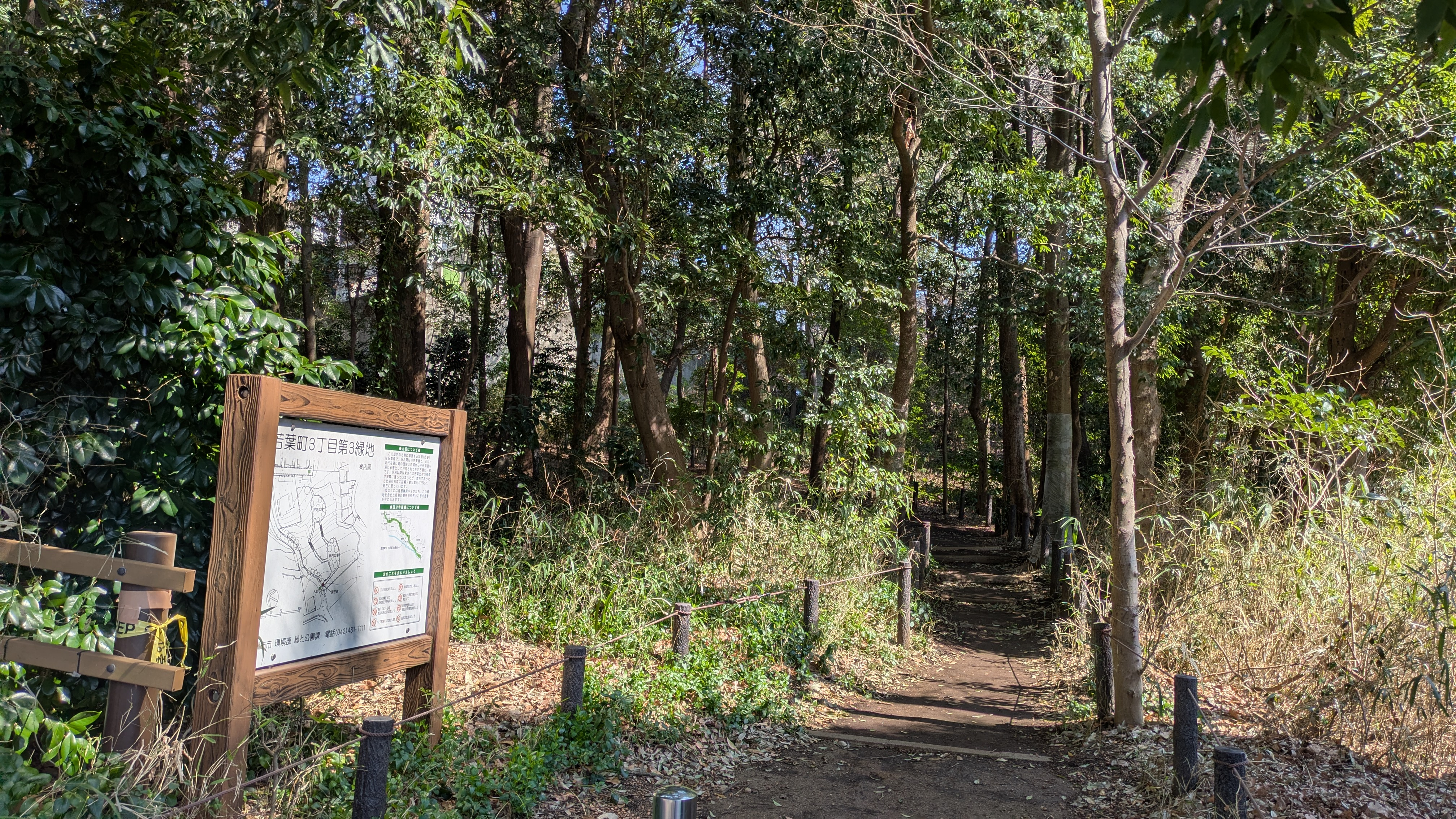
調布市若葉町3丁目緑地

若葉町（わかばちょう）は、東京都調布市の町名。
現行行政町名は若葉町一丁目から三丁目。郵便番号は182-0003。

## 地理
調布市の東端に位置する。
東から時計回りに、世田谷区上祖師谷、調布市入間町、調布市東つつじケ丘、調布市仙川町、と隣接している。
東つつじケ丘との境界には、入間川が流れる。

### 河川
- 入間川

## 世帯数と人口
2021年（令和3年）4月1日現在の町丁目別人口・世帯数は以下の通りである。
|              | 人口（人） | 世帯数（世帯） |
| ------------ | ---------- | -------------- |
| 若葉町一丁目 | 2,737      | 1,464          |
| 若葉町二丁目 | 2,265      | 1,268          |
| 若葉町三丁目 | 1,281      | 609            |

## 交通

### 鉄道
域内に鉄道駅はないが、京王線の仙川駅が徒歩圏内である。
| 隣接街区で利用可能な駅 | バス移動で利用可能な駅                                                      |
| ---------------------- | --------------------------------------------------------------------------- |
| 京王線 - 仙川駅(KO 13) | 京王線 - 調布駅(KO 18) 小田急小田原線 - 成城学園前駅(OH 14) - 狛江駅(OH 16) |

### バス
前述の通り、小田急線の成城学園前駅や狛江駅、京王線調布駅に出ることができる。町内を通る路線は、一部の出入庫便を除き、すべて仙川駅へのアクセスのため、一丁目に設置された停留所「仙川駅入口」に停まるが、こちらは仙川駅の駅舎とは離れており、駅を利用するためには商店街をしばらく歩く必要がある。

### 道路
- 東京都道114号武蔵野狛江線
- 東京都道118号調布経堂停車場線

## 施設
- 学校法人桐朋学園
  - 桐朋学園大学仙川キャンパス
  - 桐朋学園芸術短期大学
  - 桐朋女子中学高等学校
  - 桐朋小学校
- 東京都立神代高等学校
- 調布市立第四中学校
- 調布市立図書館若葉分館
- 調布市立武者小路実篤記念館・旧実篤邸
- 島忠 ホームズ仙川店
- 仙川湯けむりの里 - セントラル都市開発が運営するスーパー銭湯。
- 明西寺_(調布市)
- 源正寺_(調布市)